# Síndrome de Phelan-McDermid
A Síndrome de Phelan-McDermid (PMD) é uma doença rara associada com microdeleções no cromossomo 22 especificamente a região contendo o gene SHANK3. Este gene desempenha um papel importante na função sináptica e está envolvido na organização das densidades pós-sináptica. Pacientes com síndrome de Phelan-McDermid exibem algumas características autistas como atraso de linguagem e deficiência intelectual. Devido à falta de reconhecimento clínico, a síndrome muitas vezes não é diagnosticada e a sua verdadeira incidência permanece desconhecida.

## Ligações Externas
- {https://www.phelanmcdermidbrasil.com Amigos e Familiares da Síndrome de Phelan-McDermid (AFSPM)}